# Années 1340 av. J.-C.
Les années 1340 av. J.-C. couvrent les années de 1349 av. J.-C. à 1340 av. J.-C.

## Évènements
- Vers 1350 av. J.-C.[1] :
  - la défaite de Karkemish contre les Hittites entraîne des troubles au Mitanni. Le roi Dushratta, devenu impopulaire, est assassiné par l’un de ses fils, Shattiwazza (ou Mattiwaza), poussé par la noblesse mitannienne. Les querelles de succession qui s’ensuivent entraînent à brève échéance la disparition de son royaume au profit de l’Assyrie : Artatama II, frère de Dushratta, et son fils Shuttarna III se dressent contre l’héritier Shattiwazza et achètent le soutien du roi d’Alshe et du roi d’Assyrie Ashur-ubalit. Shattiwazza s’enfuit à Babylone où Burnaburiash refuse de lui donner asile, puis va finalement auprès de Suppiluliuma Ier, qui lui donne sa fille en mariage. Il s’empare seul de Harran et de Washshukanni lorsque Ashur-ubalit intervient, avance jusqu’au Khabur et le rejette à l’ouest. Au terme de luttes armées et d’intrigues diplomatiques, vers 1336, le Mitanni est divisé en deux : Shattiwazza règne sur l’ouest sous la suzeraineté hittite tandis que Shuttarna III, fils d’Artatama, règne sur le Mitanni oriental (Hanigalbat), centré sur le Khabur, sous la dépendance assyrienne[2]. La destruction du royaume mitannien par Suppiluliuma fait du Khabur et des populations Hourrites l’enjeu des rivalités entre les Hittites et les Assyriens : massacre et déportation entraînent un affaiblissement de plus en plus marqué de ce groupe ethnique qui finit par se fondre dans le reste de la population en perdant son originalité.
  - reconstruction de la ville d’Emar sur l’Euphrate, au point de rupture de charge dans le commerce entre la Syrie du nord et la Babylonie, sur ordre du souverain hittite Suppiluliuma Ier[3]. Des travaux gigantesques sont entrepris pour remodeler entièrement le site, la ville ancienne étant menacée par un méandre du fleuve. Elle est très représentative des influences multiples qui s’exercent alors sur la Syrie : la conception urbaine — une ville accrochée sur la falaise—est hittite, les temples, de type mégaron, sont ceux du piémont du Taurus, la maison d’habitation — un rez-de-chaussée avec une grande pièce et deux petites et un étage divisé en une chambre haute et une terrasse — est d’un type courant en Syrie du Nord et en Anatolie méridionale au IIe millénaire. La glyptique donne des styles babylonien, mitannien, syrien, hittite. Un incendie particulièrement violent mais qui n’a pas affecté la totalité des bâtiments de la cité mettra fin à son existence peu après 1187 av. J.-C..
  - la ville de Troie est complètement détruite par un violent séisme. C'est celle que les archéologues appellent Troie VI[4].
- Vers 1350-1330 av. J.-C.[1] : règne de Ige-halki[2], premier roi de la dynastie des « Igehalkides » en Élam, peut-être intronisé par le kassite Kurigalzu Ier qui règne à Babylone.

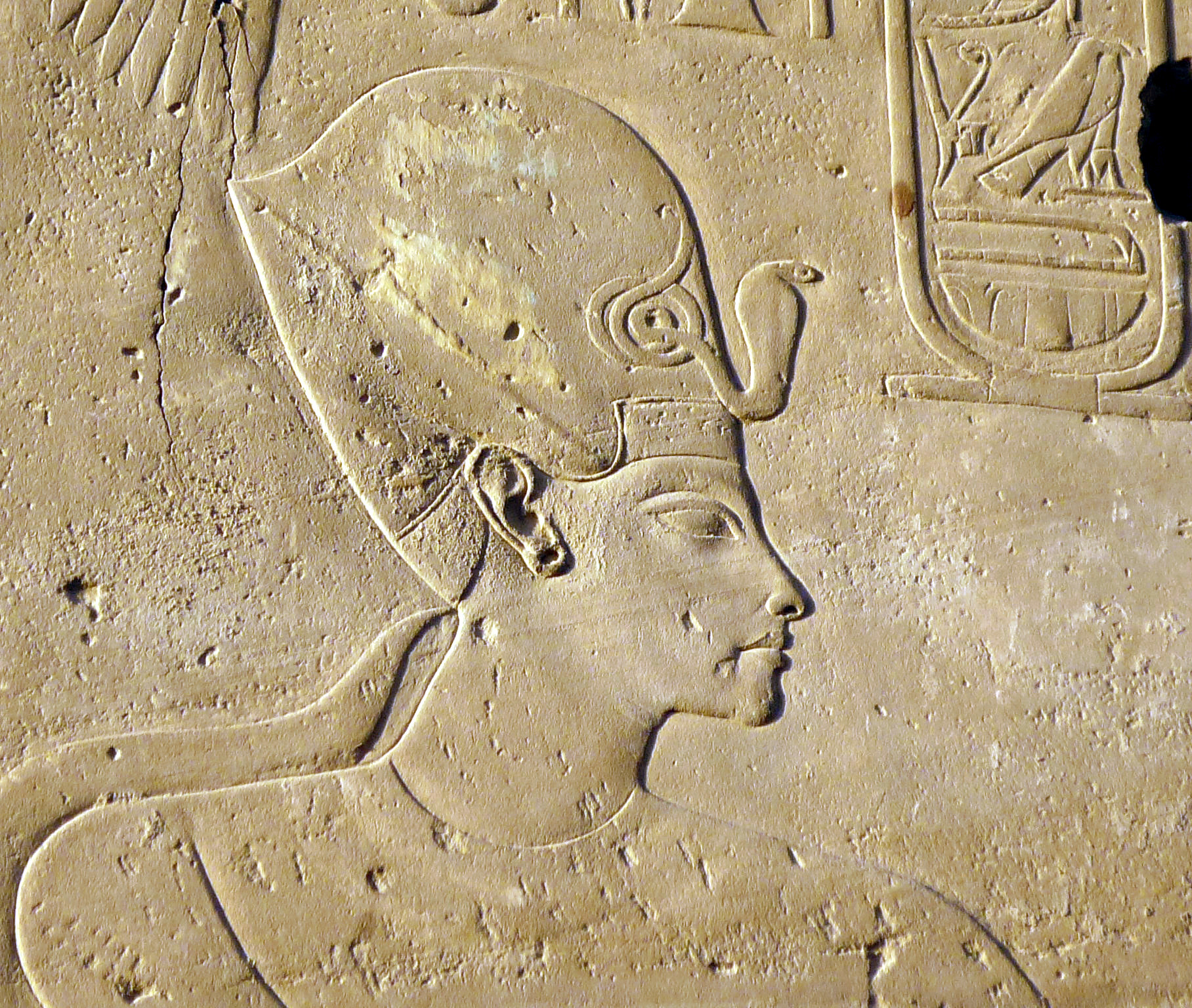
Horemheb. Bas-relief sur une colonne de la grande colonnade d'Amenhotep III, temple de Louxor.

- 1348-1320 av. J.-C.[1] : chef des armées de Toutânkhamon puis d’Aÿ, Horemheb[2],[5] usurpe le trône d’Égypte avec l’aide des prêtres d’Amon et règne pendant 25 ans. Il réorganise le royaume et prend un décret destiné à faire régner la justice et à protéger le peuple des exactions des fonctionnaires provinciaux. N’ayant pas d’enfant avec son épouse la princesse Moutnedjemet, il choisit lui-même son successeur, le vizir et commandant de l’armée, Paramsès, originaire de Tanis, dans le delta oriental (Ramsès Ier). Horemheb mène une damnatio memoriœ contre Toutânkhamon ; la statue du dieu Amon protégeant Toutânkhamon est mutilée intentionnellement[6].
- 1347 av. J.-C.[1] : à la mort du Kassite Burnaburiash, le prince héritier Karahardash, petit-fils d’Ashur-ubalit par sa mère est assassiné par les Kassites après quelques mois de règne et remplacé par un autre prince. Furieux, le roi d'Assyrie Ashur-ubalit entre en Babylonie et impose le roi Kurigalzu II, fils de Karahardash, encore enfant, ce qui lui permet de contrôler la Babylonie. Kurigalzu II règne 22 ans et mène malgré ses origines une politique exclusivement babylonienne[2].
- 1345-132 av. J.-C.[1] : règne de Kurigalzu II, roi kassite de Babylone[2].